# Sindrome della guerra del Golfo
La sindrome della guerra del Golfo, GWS (Gulf War Syndrome) o GWI (Gulf War Illness), è un disordine cronico e multi-sintomatico che colpisce i veterani militari di ritorno dalla guerra del Golfo. Una vasta gamma di sintomi acuti e cronici è stata collegata ad essa, tra cui affaticamento, dolore muscolare, problemi cognitivi, insonnia, eruzioni cutanee e diarrea. Circa 250 000 dei 697 000 veterani statunitensi che hanno prestato servizio nella guerra del Golfo del 1991 sono affetti da patologie croniche a più sintomi, una condizione con gravi conseguenze.
Dal 1995 al 2005, la salute dei veterani di combattimento è peggiorata rispetto ai veterani non impiegati, con l'insorgenza di più nuove malattie croniche, compromissione funzionale, visite e ricoveri ospedalieri ripetuti, malattia simile alla sindrome da affaticamento cronico, disturbo post traumatico da stress e maggiore persistenza di incidenti sanitari avversi.
Il governo degli Stati Uniti ha riconosciuto la causa di servizio ai veterani statunitensi che ne sono affetti, i quali, ai fini del conseguimento dell'invalidità, non hanno più bisogno di dimostrare una connessione tra l'impiego militare in Iraq e le seguenti affezioni croniche: CFS, fibromialgia, sindrome dell'intestino irritabile, dispepsia funzionale o altri disordini funzionali dell'apparato gastroenterico.
È stato scoperto che l'esposizione a pesticidi e pillole contenenti piridostigmina bromuro (usato come pretrattamento per proteggere dagli effetti degli agenti nervini) è associata agli effetti neurologici osservati nella sindrome della guerra del Golfo. Altre cause che sono state studiate sono il sarin, la ciclosarina e le emissioni di fuoco dei pozzi di petrolio, ma il loro rapporto con la malattia non è molto chiaro.
Gli studi hanno costantemente indicato che la sindrome della guerra del Golfo non è il risultato di combattimenti o altri fattori di stress e che i veterani della guerra del Golfo hanno tassi più bassi di disturbo post-traumatico da stress (PTSD) rispetto ai veterani di altre guerre.
Il Veterans Affairs Department del governo degli USA preferisce non servirsi più della dizione di "sindrome della guerra del Golfo", ma riferirsi alle sue varie manifestazioni col nome di "malattia cronica multisintomo" (CMI), per il cui trattamento nel 2014 ha pubblicato le linee guida.

## Descrizione
I sintomi della malattia sono molti, seppure variabili da paziente a paziente. Essi comprendono: fatica cronica, fibromialgia, dolore neuropatico, muscolare e articolare, problemi dermatologici, problemi gastroenterici, intolleranza ortostatica, manifestazioni sensoriali e autonomiche (formicolii, parestesie, rossore, variazioni della frequenza cardiaca e della pressione arteriosa, incontinenza sfinterica), disturbi respiratori, cefalee, vertigini, perdita dell'equilibrio, perdita di controllo muscolare, problemi cognitivi e di memoria. Non si tratta di malattia psicosomatica o depressiva, sebbene alcuni malati possano contrarre forme depressive di tipo reattivo a causa della severità della patologia.
Dalla fine della guerra del Golfo, la United States Veteran Administration e il Ministero della difesa britannico hanno condotto numerosi studi sui veterani e nel 2005 sono giunti a riconoscere che nei militari impiegati nelle operazioni in Iraq, rispetto a quelli non impiegati, c'era un aumento di 4 delle 12 condizioni mediche riportate in associazione alla malattia: sindrome da fatica cronica, fibromialgia, eczema e dispepsia. Anche le morti per tumore cerebrale e sclerosi laterale amiotrofica sono state riconosciute dal Defence and Veterans Affairs departments come potenzialmente connesse al servizio durante la guerra.
Nel 2014 uno studio dell'Università della California ha dimostrato per la prima volta che i soldati arruolati nel conflitto del 1990-1991 affetti dalla “Gulf War illness” mostrano alterazioni delle funzioni dei mitocondri, le “centrali energetiche” delle cellule. L'indagine ha utilizzato la spettroscopia fosforica (31P MRS) che rivela le quantità di composti contenenti fosforo nelle cellule. Dagli esami è emerso che i veterani affetti dalla sindrome della guerra del Golfo manifestano un significativo ritardo del recupero della fosfocreatina dopo una serie di esercizi. Secondo l'autrice dello studio, Beatrice Golomb, “la funzione mitocondriale alterata è correlata a molti sintomi della malattia della guerra del Golfo simili a quelli che emergono nelle malattie mitocondriali, tra cui affaticamento, problemi muscolari e cognitivi, disturbi gastrointestinali e neurologici e intolleranza agli esercizi”.
Il Veteran Affairs (VA) e l'Istituto di Medicina (IOM) collaborano per rivedere scientificamente le attuali cognizioni circa i collegamenti possibili fra le malattie dei veterani della guerra del Golfo e l'esposizione agli agenti ambientali e fra dette malattie e la medicina preventiva durante il servizio (come per esempio le vaccinazioni), nonché per individuare i migliori trattamenti per queste malattie. In fase di revisione sono anche i rapporti dello IOM su guerra del Golfo e salute: "Effetti a lungo termine alle esposizioni di scoppio" e "Trattamento per la malattia cronica multisintomo" .
La ricerca pubblicata dalla rivista Cortex nel gennaio 2016 qualifica la malattia della guerra del Golfo come una "patologia persistente a causa di intossicazione da sostanze chimiche". I ricercatori sono giunti alle seguenti conclusioni: l'esposizione a pesticidi e/o a PB (piridostigmina bromuro) è connessa in nesso causale con la GWI e le disfunzioni neurologiche nei veterani della guerra del Golfo; l'esposizione ad agenti nervini sarin/cyclosarin e alle emissioni dovute all'incendio dei pozzi petroliferi è anch'essa associata con i sintomi neurologici, benché il loro contributo allo sviluppo della GWI sia meno chiaro; le interazioni tra geni e ambiente hanno probabilmente contribuito allo sviluppo della GWI nei militari impiegati. Le conseguenze sulla salute delle esposizioni chimiche nella guerra del Golfo e in altri conflitti sono state chiamate dai veterani "ferite tossiche", su cui la ricerca ha sollecitato ulteriori studi e attività di ricerca concentrati sui trattamenti, di cui potrebbero beneficiare anche altri gruppi con patologie simili da esposizione.
Questo spiega perché sia assolutamente auspicabile una sempre maggiore comunicazione e integrazione tra le ricerche realizzate in ambito civile e in ambito militare.
Per quanto riguarda il trattamento della malattia cronica multi-sintomo che si caratterizza prevalentemente con sintomi da fatica cronica e intolleranza agli sforzi (SEID), le linee guida per i veterani potrebbero integrarsi, per esempio, con le più recenti linee guida dell'Institute of Medicine IOM sulla CFS, pubblicate nel febbraio 2015. Ci si può aspettare una svolta fondamentale nell'approccio a queste malattie dell'aumento di finanziamenti alla ricerca, da un rafforzato impegno del National Institutes of Health e anche a seguito della recente scoperta da parte della Columbia University di specifici marcatori nei pazienti affetti da CFS, sia nel plasma, che nel liquido cerebrospinale.

## Epidemiologia

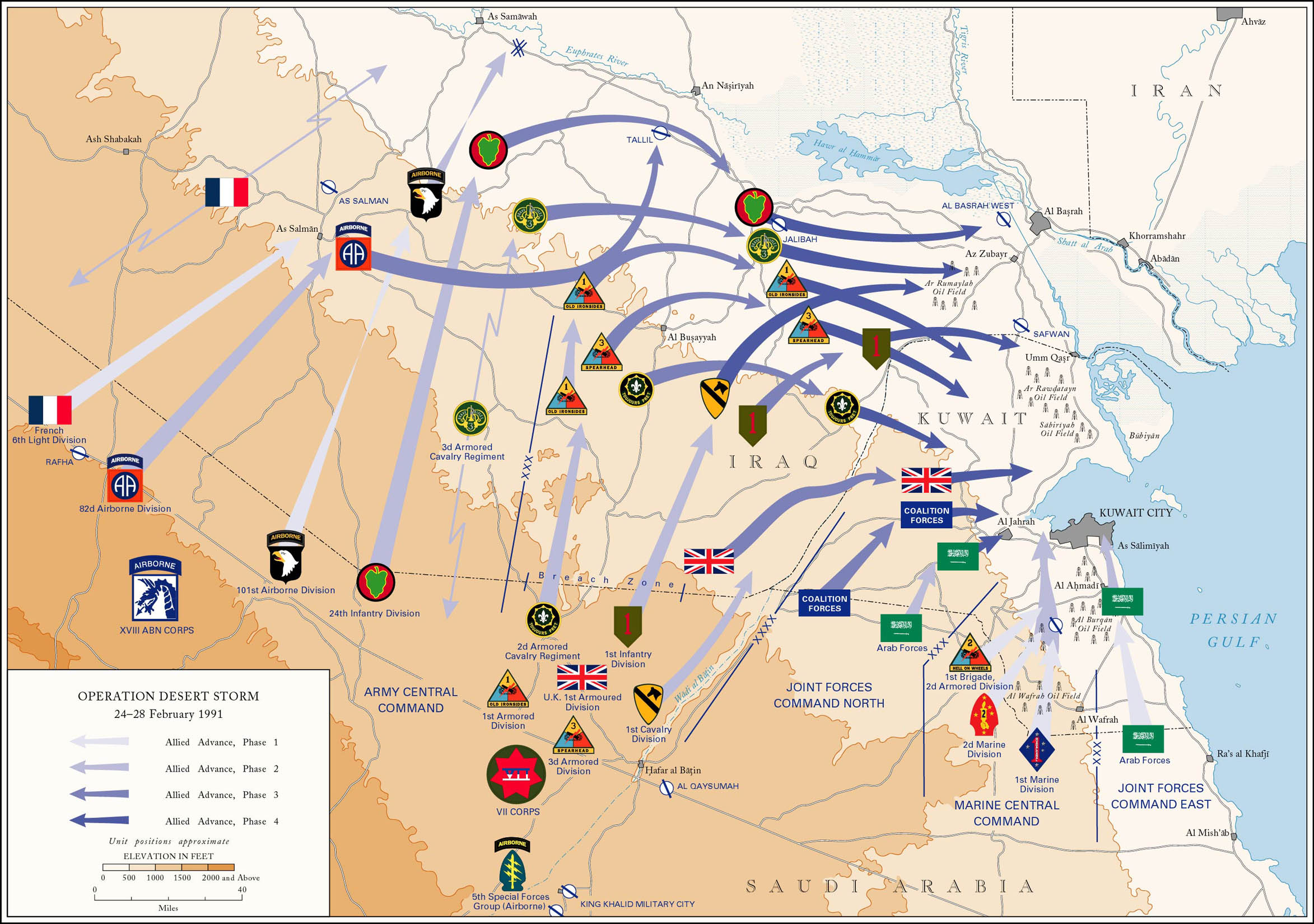
Sommario della campagna di terra dell'operazione tempesta nel deserto, 24-28 febbraio 1991

Circa il 30% dei 700 000 soldati statunitensi impiegati nella prima guerra del Golfo riferirono sintomi che vennero inseriti in un database medico. Siccome i soldati di ogni nazione della coalizione parteciparono in diverse aree geografiche, gli epidemiologi utilizzarono queste statistiche per trovare una connessione con l'esposizione a diverse cause ipotizzate. Gli USA e l'Inghilterra, con i tassi maggiori di malattia, sono distinti dalle altre nazioni per un uso maggiore di fitofarmaci, per l'uso di vaccini per l'antrace, l'esposizione ai fumi derivati dagli incendi dei pozzi di petrolio ed altri fattori. I soldati francesi, con il tasso minore, hanno fatto minore uso di fitofarmaci e non sono stati vaccinati contro l'antrace. Inoltre furono dispiegati a nord e ad ovest, lontani e sopravvento rispetto ai luoghi delle principali battaglie.
Aumento dei sintomi (solo per le forze della coalizione impiegate in scontri diretti):
| Sintomo                        | Stati Uniti | Regno Unito | Australia | Danimarca |
| ------------------------------ | ----------- | ----------- | --------- | --------- |
| Affaticamento                  | 23%         | 23%         | 10%       | 16%       |
| Cefalea                        | 17%         | 18%         | 7%        | 13%       |
| Problemi di memoria            | 32%         | 28%         | 12%       | 23%       |
| Dolori muscolari/articolazioni | 18%         | 17%         | 5%        | <2%       |
| Diarrea                        | 16%         |             | 9%        | 13%       |
| Dispepsia/indigestione         | 12%         |             | 5%        | 9%        |
| Problemi neurologici           | 16%         |             | 8%        | 12%       |
| Tumori terminali               | 33%         |             | 9%        | 11%       |

Aumento di disturbi medici riconosciuti:
| Disturbo                            | Stati Uniti | Regno Unito | Canada  | Australia |
| ----------------------------------- | ----------- | ----------- | ------- | --------- |
| Disturbi alla pelle                 | 20-21%      | 21%         | 4-7%    | 4%        |
| Artrite/problemi alle articolazioni | 6-11%       | 10%         | (-1)-3% | 2%        |
| Problemi gastrointestinali          | 15%         |             | 5-7%    | 1%        |
| Problemi respiratori                | 4-7%        | 2%          | 2-5%    | 1%        |
| Sindrome da fatica cronica          | 1-4%        | 3%          |         | 0%        |
| Disturbo da Stress Post-Traumatico  | 2-6%        | 9%          | 6%      | 3%        |
| Disturbo cronico polisintomatico    | 13-25%      | 26%         |         |           |

Malattie congenite sono state suggerite come conseguenza dell'impiego nella guerra del Golfo. Tuttavia, nel 2006 una revisione di diversi studi sui figli dei veterani internazionali della coalizione ha mostrato l'assenza di prove forti o consistenti nell'aumento di malattie congenite, trovando un aumento modesto di malattie congenite che era all'interno del range standard della popolazione generale, oltre a non poter escludere il recall bias come spiegazione per i risultati. Un report del 2008 ha concluso che "è difficile tracciare conclusioni nette circa le malattie congenite e gli esiti della gravidanza nei veterani della guerra del Golfo", osservando che sebbene vi sia stato un "significativo, ma modesto, aumento nella percentuale di malattie congenite nei figli dei veterani della guerra del Golfo, le percentuali totali rimangono pur sempre all'interno del range normale osservato nella popolazione generale". Lo stesso report ha auspicato maggiori ricerche sulla questione.

### Comorbilità
I veterani della guerra del Golfo hanno mostrato un maggior rischio di sclerosi multipla.
Uno studio del 2017 svolto dal Dipartimento per gli affari dei veterani degli Stati Uniti ha scoperto che i veterani che probabilmente sono stati esposti ad agenti tipici delle guerre chimiche nel Khamisiyah hanno sperimentato un maggior aumento del rischio di mortalità da cancro al cervello rispetto ad altri gruppi, e un maggior rischio di sviluppare cancro al cervello nel periodo immediatamente successivo alla guerra del Golfo.

## Cause possibili
Come si è già detto, una ricerca pubblicata a inizio 2016 sulla rivista scientifica Cortex sancisce un nesso causale tra GWI ed esposizione a pesticidi e/o a PB (piridostigmina bromuro), un'associazione tra GWI ed esposizione ad agenti nervini sarin/cyclosarin e alle emissioni dovute all'incendio dei pozzi petroliferi, nonché un contributo all'insorgere della malattia da parte delle interazioni tra geni e ambiente.
Al meeting nel dicembre 2005 del Research Advisory Committee on Gulf War Veterans' Illnesses furono considerate le seguenti cause:
- prodotti della combustione di munizioni contenenti uranio impoverito
- malattie infettive provocate da parassiti
- effetti collaterali dal vaccino contro l'antrace utilizzato nei primi anni '90
- armi chimiche come gas nervino o iprite
- combinazioni dei fattori precedenti

Le seguenti sostanze furono riscontrate in associazione con incrementi nei sintomi della sindrome nei soldati impiegati:
- insetticidi e repellenti per insetti
- piridostigmina bromuro, un farmaco utilizzato per la protezione contro agenti nervini[32]

Altre cause sono state scartate dalle autorità:
- fumo derivato dagli incendi nei campi petroliferi
- disturbo post-traumatico da stress ed altre cause psicologiche e psicosomatiche
- sensibilità chimica multipla
- armi biologiche
- acido nitrico fumante inibito, utilizzato come agente nel sistema di propulsione dei missili SS-1 Scud, missili balistici, missili terra-aria SA-2 e altri componenti bellici iracheni[33]
- consumo di aspartame surriscaldato

Durante la guerra molti pozzi petroliferi furono dati alle fiamme, e i fumi furono inalati da molti soldati, che soffrirono di polmoniti acute e altri disturbi cronici, tra cui asma e bronchiti. Tuttavia nessun pompiere assegnato a questi incendi, pur respirando i fumi, sviluppò i sintomi della sindrome.

### Uranio impoverito

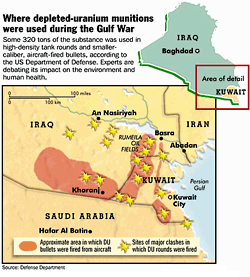
Area approssimata dove sono state utilizzate munizioni contenenti uranio impoverito nella prima guerra del Golfo

L'uranio impoverito fu utilizzato su larga scala per la prima volta nella guerra del Golfo nei proiettili perforanti con abbandono d'involucro, comprese le granate adoperate dagli equipaggi dei carri armati. Le munizioni spesso bruciano all'impatto su un bersaglio duro, generando prodotti della combustione tossici. La tossicità, gli effetti, la distribuzione e l'esposizione sono stati soggetti a dibattiti lunghi e complessi.
Mentre gli studi epidemiologici condotti su animali da laboratorio esposti ad alti livelli di uranio impoverito tendono ad evidenziarne gli effetti teratogeni, neurotossici e cancerogeni e leucemici, non c'è una connessione ben definita tra gli effetti sulla salute negli animali da laboratorio e gli esseri umani. Durante la guerra vennero utilizzati circa 320 tonnellate di uranio impoverito, corrispondenti a quasi un cubo di lato 2,20m. Gli studi sull'esposizione all'uranio impoverito hanno concluso che la combustione dell'uranio genera prodotti di combustione che si disperdono facilmente nell'aria. Le misurazioni effettuate nelle aree dove furono utilizzati estensivamente delle munizioni all'uranio impoverito non hanno mostrato livelli di concentrazione di uranio significativamente superiori nel suolo, solo pochi mesi dopo la contaminazione.
La maggior parte degli studi hanno mostrato che tali munizioni hanno effetti dannosi sulla salute misurabili, sia a breve termine che a lungo termine. L'Agenzia internazionale per l'energia atomica per esempio ha affermato nel 2003 che "basandosi sulle prove scientifiche credibili, non c'è una connessione tra l'esposizione all'uranio impoverito e l'incremento di cancro negli esseri umani o altri effetti ambientali o sulla salute significativi", anche se "come gli altri metalli pesanti, l'uranio impoverito è potenzialmente velenoso. In quantità sufficienti, se l'uranio impoverito viene ingerito o inalato può essere dannoso a causa della sua tossicità chimica. Concentrazioni elevate può provocare danni ai reni". La RAND corporation ha studiato l'effetto sulla salute dell'uranio impoverito, ed ha concluso che il dibattito su questo problema è maggiormente politico piuttosto che tecnico. Lo studio ha commentato che "la piena e indipendente presentazione dei fatti ai governi del mondo è risultata nella continuazione dell'uso dell'uranio impoverito - anche di fronte ad azioni concertate per distorcere i fatti e ai media più interessati all'effetto shock rispetto alla presentazione della verità".
Nel 2001, uno studio pubblicato nella rivista Military medicine paragonò i veterani con frammenti di uranio impoverito nei loro corpi e veterani che erano solo stati esposti a particelle in sospensione nell'aria. Lo studio scoprì che mentre quelli che possedevano frammenti nel corpo avevano elevati livelli di uranio impoverito nell'urina, quelli esposti alle particelle non avevano mostrato incrementi nei loro campioni di urina. Un altro studio, pubblicato in Health Physics nel 2004 afferma che dopo la rimozione dei frammenti di uranio impoverito le concentrazioni di uranio impoverito nelle urine diminuirono. uno studio di 16 veterani inglesi che potrebbero essere esposti all'uranio impoverito ha mostrato delle aberrazioni nei cromosomi dei loro globuli bianchi. In Italia il dibattito sull'uranio impoverito è ancora attuale a seguito di vari decessi tra i soldati impiegati in Kosovo.

### Malattie infettive
Assieme ai possibili problemi causati dall'esposizione per una o più sostanze elencate precedentemente, sono state escluse le comorbilità con altre malattie infettive, dalla Leishmaniosi alle punture di pappataci, fino a parassiti di tipo mycoplasma. Alcuni pensano che, analogamente alla CFS, la GWI possa costituire una risposta abnorme e cronica del sistema immunitario a un'infezione contratta da un organismo già indebolito dalle esposizioni tossiche o addirittura il risultato di un'infezione cronica di un patogeno non ancora individuato. Sono riportati aneddoti di miglioramento in pazienti trattati con antibiotici.

### Vaccino contro l'antrace
Durante l'operazione Tempesta nel deserto, il 41% dei soldati statunitensi e tra il 57% e il 75% dei soldati inglesi furono vaccinati contro l'antrace. La versione del vaccino utilizzata all'inizio degli anni novanta fu causa di diversi gravi effetti collaterali, tra cui i sintomi della sindrome della guerra del golfo. Le reazioni avverse concernono reazioni cutanee che in alcuni casi duravano settimane o mesi. Mentre venne approvato dalla Food and Drug Administration, non venne mai utilizzato in grande scala, in paragone ad altri vaccini utilizzati negli Stati Uniti. Nel 2002 venne pubblicato uno studio che collegava lo squalene, un coadiuvante sperimentale dei vaccini, ad individui che mostravano i sintomi clinici della sindrome del Golfo. La pubblicazione fornì dei forti sospetti che lo squalene fosse alla base dei sintomi e venne suggerito di effettuare uno studio epidemiologico su grande scala per verificare questa teoria.
Il particolare che ebbe una risonanza mediatica minore era che i vaccini per l'antrace somministrati durante la guerra del Golfo, non contenevano squalene. Anche dopo la guerra, le truppe che non erano mai state fatte sbarcare oltreoceano, dopo aver ricevuto la vaccinazione svilupparono sintomi simili. Il Pentagono non comunicò al Congresso circa 20 000 casi di ospedalizzazione di soldati che erano stati vaccinati tra il 1998 ed il 2000. Nonostante le ripetute assicurazioni sulla sicurezza e la necessità del vaccino, un giudice federale statunitense stabilì che c'era un buon motivo per credere che fosse dannoso e ordinò al Pentagono di interrompere la somministrazione nell'ottobre 2004. Il 15 dicembre 2005 la Food and Drug Administration ha inoltrato un comunicato dove viene affermato che il vaccino contro l'antrace è sicuro ed efficace. Tuttavia il vaccino utilizzato non è lo stesso somministrato durante la prima guerra del Golfo.

### Armi chimiche
Molti sintomi della sindrome della guerra del Golfo sono simili ai sintomi di avvelenamento da esposizione di organofosfati, gas iprite e gas nervino. I veterani della guerra furono esposti a diverse fonti di questi composti. Più di 125 000 soldati statunitensi e 9 000 inglesi furono esposti al gas nervino e all'iprite quando venne bombardato un deposito nel Khamisiyah in Iraq nel 1991. Durante la costituzione e il dispiegamento delle forze inglesi nel deserto dell'Arabia Saudita scattarono costantemente gli allarmi del NIAD Detecion System in dotazione a tutte le forze inglesi presenti nel teatro di guerra. Il NIAD è un sistema di rilevazione di sostanze chimiche e biologiche che è posizionato a qualche distanza dalle unità dispiegate e fa scattare un allarme se viene rilevato un agente. Durante il dispiegamento delle truppe si attivarono numerose volte questi rilevatori, e i soldati indossarono i loro respiratori.
Furono fornite molte spiegazioni per questi allarmi, che vanno dalla rilevazione dei fumi di scarico degli elicotteri al fumo di sigarette e addirittura deodoranti utilizzati dalle truppe nelle postazioni dei NIAD. Anche se questo sistema è stato impiegato moltissime volte precedentemente alla guerra del golfo, un tale numero di allarmi non era mai stato registrato, e un tale evento è per lo meno piuttosto insolito. Il rapporto Riegle ha indicato che gli allarmi chimici scattarono 18000 volte durante la guerra. Gli USA non possedevano alcun sistema di rilevazione di agenti biologici. Dopo l'inizio della guerra, le forze della coalizione vennero cronicamente esposte a bassi livelli (non letali) di agenti biologici e chimici rilasciati dagli attacchi iracheni tramite i missili, razzi, artiglieria, munizioni degli aerei e fallout radioattivo derivato dal bombardamento di fabbriche di munizioni chimiche. I sistemi di rilevamento dell'esercito di Cecoslovacchia, Francia e Gran Bretagna confermarono la presenza di agenti chimici, riferendolo alle forze statunitensi che effettuarono la conferma degli agenti chimici.
Alcuni esperti, come Richard Cuthrie dell'Università del Sussex, hanno affermato che la causa più probabile delle malformazioni alla nascita dei bambini è l'esposizione all'iprite utilizzata dall'esercito iracheno. Nel 1997 il governo statunitense rilasciò un rapporto non classificato dove si affermava che "La Intelligence Community ha stimato che l'Iraq non utilizzò le armi chimiche durante la guerra del Golfo. Tuttavia, in base alle analisi delle informazioni di intelligence e delle informazioni rese disponibili dalla United Nation Special Commission, si può concludere che furono rilasciati degli agenti chimici dalla demolizione dei razzi con testate chimiche avvenuta in un bunker (chiamato Bunker 73) e in un'area chiamata Khamisiyah". Khamisiyah è stata la locazione di un deposito di armi chimiche bombardato durante la guerra.

## Studi e controversie
La malattia della guerra del Golfo non fu subito riconosciuta. Inizialmente essa fu accompagnata da scetticismo e perplessità. I veterani in America hanno dovuto attendere parecchi anni prima che avvenisse il riconoscimento della malattia e della causa di servizio.
Coloro che negavano la sussistenza stessa della malattia sostenevano che simili sindromi sono state osservate anche al termine di altri conflitti, spesso correlate a fattori di stress emotivo, per esempio la reazione da stress per combattimento (detta in inglese shell shock o Combat stress reaction) dopo la prima guerra mondiale e il disturbo post-traumatico da stress dopo la guerra del Vietnam. Controllando le registrazioni mediche di 15 000 soldati nella guerra civile americana, si faceva rilevare che "quelli che persero almeno il 5% della loro compagnia possedevano un aumento del 51% di rischio di sviluppo di successive malattie nervose, cardiache o gastrointestinali".
Alle obiezioni volte a ridurre i disturbi a reazioni di tipo psicosomatico da stress post traumatico si opponeva il fatto che la malattia della guerra del Golfo ha colpito molti veterani mai ingaggiati in operazioni di combattimento.
D'altro canto, bisogna riconoscere che gli ambienti bellici hanno sempre comportato forti esposizioni a sostanze patogene e tossiche e non si può escludere che malattie come la CFS e la Fibromialgia possano aver colpito anche veterani di guerre del passato senza che venissero diagnosticate come tali. Per esempio è ben noto che Florence Nightingale, ispiratrice degli ospedali da campo e del corpo militare della Croce Rossa, di ritorno dal suo servizio infermieristico nella guerra di Crimea, passò il resto dei suoi giorni con una malattia del tutto indistinguibile dalla CFS/ME che è appunto una delle forme principali in cui si manifesta la sindrome della guerra del Golfo.
Un articolo del novembre 1996 pubblicato nel New England Journal of Medicine evidenziava che non sussistevano variazioni nel tasso di morti, di ospedalizzazioni o sintomi riportati tra i veterani del Golfo ed altri veterani. L'articolo comprendeva un insieme di dozzine di singoli studi riguardanti decine di migliaia di veterani che non rilevavano un aumento statisticamente rilevante nel numero di incidenti tra veterani del golfo e non.
Nell'aprile 1998 un articolo riguardante le malattie infettive emergenti riferiva di non aver riscontrato incrementi nei tassi di ospedalizzazione tra i veterani che parteciparono alla guerra del golfo rispetto agli altri. L'istituto di medicina statunitense mostrò le proprie conclusioni in un rapporto del settembre 2006, dove venivano gettate ulteriori ombre sulla validità della sindrome del Golfo. Infatti si affermava che, nonostante circa il 30% degli uomini e delle donne che avevano preso servizio in Iraq avessero sofferto o soffrissero dei sintomi, non era stato identificato alcun insieme costante di sintomi che potesse costituire un'unica sindrome specifica.
Uno studio americano condotto nel 1996 sui membri del Mississippi National Guard inviati nel Golfo persico concludeva che "il tasso di malformazioni alla nascita di qualunque tipo nei bambini nata da questo gruppo di veterani è simile a quello che si verifica tra la popolazione generica". Alle stesse conclusioni perveniva uno studio del 1997 condotto dal New England Journal of Medicine.
Al contrario, una ricerca condotta nel 2001 su 15 000 veterani che avevano combattuto in Iraq, in confronto con un gruppo di controllo formato da altrettanti soldati non impiegati in Iraq, rilevava che le malformazioni alla nascita di bambini nati da veterani della guerra potevano essere riscontrate nel primo gruppo in un numero di 1,8 volte superiore (per i padri) e 2,8 volte superiore (per le madri).
Nel 2002 venne rilevato che la mortalità tra i veterani era maggiore che nella popolazione civile e che questo aumento era da attribuire anche ad incidenti automobilistici. Anche in questo caso, comunque, la mortalità era paragonabile ai dati postbellici delle guerre del passato
Nel 2003 l'Alta Corte di Londra confermò, contro l'appello del Ministero della Difesa, la sentenza che attribuiva a Shaun Rusling il diritto ad una pensione in qualità di vittima di una sindrome attribuibile al suo servizio nella guerra del Golfo. Il Ministero della Difesa contestava l'esistenza di una specifica sindrome, pur accettando che alcuni veterani soffrissero di problemi di salute a causa della guerra per fattori quali l'esposizione all'uranio impoverito e al fumo dalla combustione dei pozzi di petrolio. Il giudice chiarì che la sentenza non rappresentava un riconoscimento ufficiale del concetto generico di sindrome della guerra del Golfo e che i casi successivi avrebbero dovuto essere valutati nel merito.
Uno studio inglese del 2004 che metteva a paragone 24 000 veterani del Golfo con un gruppo di controllo di 18 000 persone scoprì che chi aveva partecipato alla guerra aveva una fertilità inferiore e una possibilità dal 40% al 50% in meno di avviare una gravidanza. Tra i soldati del Golfo, i fallimenti nel concepimento erano 2,5% contro l'1,7% nel gruppo di controllo e il tasso di aborti spontanei era del 3,4% contro il 2,3%, piccole differenze, ma statisticamente significative.
Nel gennaio 2006, uno studio guidato da Malvin Blanchard e pubblicato nel Journal of Epidemiology, parte del "National Health Survey of Gulf War-Era Veterans and Their Families", affermava che i veterani impiegati nella guerra del Golfo hanno quasi il doppio della probabilità di incidenza della Malattia cronica multisintomo ("chronic multisymptom illness").
Nel novembre 2004, un rapporto indipendente di Lord Lloyd concluse per la prima volta che migliaia di veterani inglesi e statunitensi avevano avuto problemi di salute a causa del loro servizio nella Guerra del Golfo. Il rapporto inoltre affermò che i veterani del Golfo erano due volte più a rischio di contrarre problemi di salute rispetto a quelli impiegati da altre parti e che il loro malessere era stato provocato da una combinazione di fattori, tra cui: iniezione di vaccini, uso nelle tende di insetticidi a base di organofosfati, basse esposizioni a gas nervini e inalazione di polveri contenenti uranio impoverito. Questo rapporto è stato il primo ad indicare una connessione diretta tra il servizio militare nel Golfo Persico e i sintomi, contraddicendo direttamente le teorie che suggerivano lo stress come causa primaria della sindrome.
In un rapporto del settembre 2004 il gruppo di esperti dello United States Veterans Affairs Secretary affermò che gli studi precedenti suggerivano che i disturbi dei veterani fossero neurologici e potessero essere collegati all'esposizione a neurotossine, come il gas sarin, il farmaco anti gas nervino (piridostigmina bromuro) e gli insetticidi che colpiscono il sistema nervoso. Il comitato affermò che: "Le ricerche condotte fin dalla guerra hanno indicato in modo consistente che i malesseri psichiatrici, l'esperienza di combattimento o altri fattori stress relativi al dispiegamento in battaglia non spiegano i disturbi dei veterani nella maggior parte dei casi".
Al contrario in Inghilterra, le ricerche pubblicate nel 2006 sul giornale medico the Lancet hanno paragonato la salute di migliaia di persone che hanno preso parte alle operazioni militari con quella di migliaia di persone che non hanno prestato servizio, senza trovare prove di aumenti di condizioni plurisintomatiche associate con la sindrome del Golfo. Dopo 10 anni di ricerche mondiali, supervisionate dagli avvocati dei veterani e finanziate dalla Legal Services Commission inglese, non sono state accertate prove che stabiliscano delle cause specifiche per l'insieme di problemi di salute in oltre 2 000 veterani inglesi che hanno chiesto una pensione di invalidità a causa della sindrome della guerra del Golfo.